# Округ Тиршенројт
Округ Тиршенројт је округ на истоку немачке државе Баварска. Малим делом се граничи са Чешким Плзењским регионом и Карловарским регионом.  
Површина округа је 1.084,23 km². Децембар 2018. имао је 72.504 становника. Има 26 насеља, а седиште управе је у граду Тиршенројт. 
Округ је формиран 1939. Кроз њега протичу реке Валднаб и Вондреб. 